# Paccar
Paccar Inc. (Pacific Car and Foundry Company) es el tercer mayor fabricante de camiones pesados en el mundo (después de Daimler AG y AB Volvo), y tiene una considerable producción de vehículos ligeros y medianos a través de sus diferentes filiales.

## Subsidiarias
- Kenworth
  - Kenworth Australia
  - Kenworth Mexicana
- Peterbilt
- DAF Trucks
- Leyland Trucks